# Propanolamin

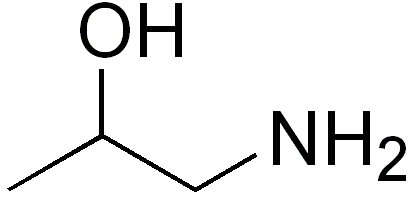
1-Amino-propan-2-ol

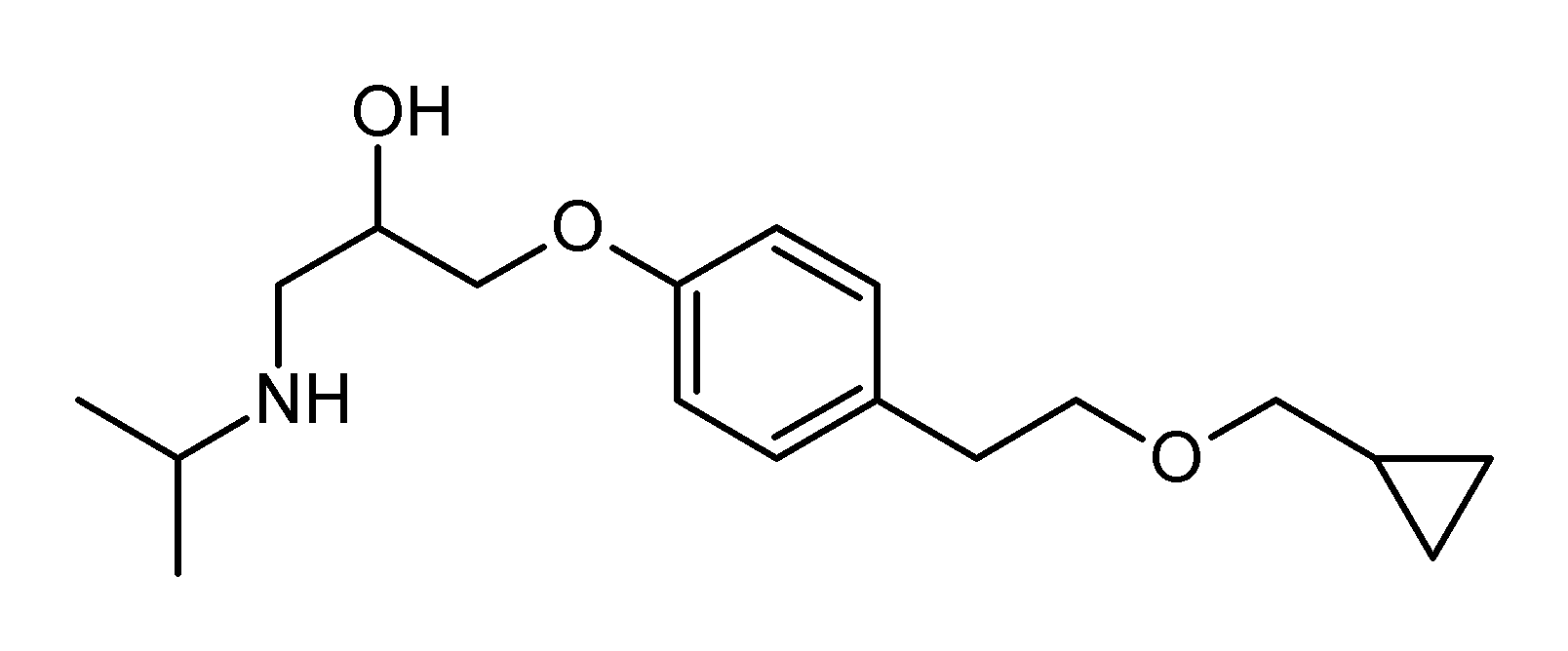
Betaxolol

Metoprolol

Nadolol

Pindolol

Propranolol

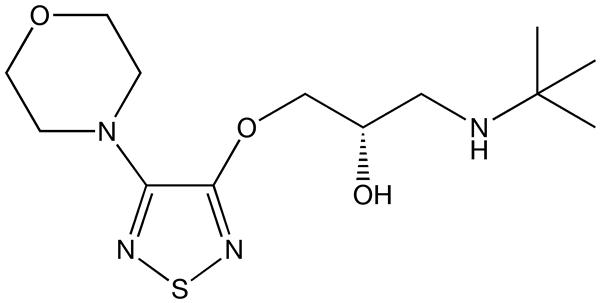
Timolol

Propanolamin je obecně název organické sloučeniny odvozené od jednoho z izomerů propanolu přidáním aminové skupiny. V užším slova smyslu sem patří skupina chemických sloučenin, které jsou deriváty 1-aminopropan-2-olu; mnohé z nich patří mezi léčiva.
Do této skupiny sloučenin patří:
- Acebutolol
- Atenolol
- Betaxolol
- Bisoprolol
- Metoprolol
- Nadolol
- Penbutolol
- Fenylpropanolamin
- Pindolol
- Praktolol
- Propranolol
- Ritodrin
- Timolol